# 11 Pegasi
11 Pegasi är en misstänkt variabel i stjärnbilden Pegasus.
11 Pegasi har visuell magnitud +5,64 och varierar utan någon fastställd amplitud eller periodicitet. Den befinner sig på ett avstånd av ungefär 570 ljusår.